# Hermann Glettler
Hermann Glettler, né le 8 janvier 1965 à Übelbach dans le land de Styrie en Autriche est évêque catholique, issu de la Communauté de l'Emmanuel, évêque d'Innsbruck depuis 2017. Il est également un artiste reconnu.

## Biographie
Hermann Glettler a grandi à Übelbach. Dans le cadre de son diplôme de fin d'études dans le Sud de la France à l'été 1983, il entre en contact avec la Communauté de l'Emmanuel. À la suite de ce contact, son désir de devenir prêtre a grandi. Il rejoint la Communauté de l'Emmanuel et étudie la théologie et l'histoire de l'art à Graz. Il passe deux ans de ses études en Allemagne. Le 23 juin 1991, il est ordonné prêtre pour le diocèse de Graz-Seckau.
En 1997, il devint curé de la paroisse Saint-André de Graz (de). Son sacerdoce est fortement influencé par la mission. Il est également devenu un artiste reconnu.
En décembre 2014, l'installation sonore "Expansion of the Universe" du compositeur Rudolf Wakolbinger (de) a été créée dans l'église Saint-André.
Dans le cadre du projet, un débat a été animé par Astrid Kury, présidente de l'Académie de Graz, entre Glettler, le prêtre catholique, l'athée Heinz Oberhummer (de) (Science Busters (de)) (1941-2015) et l'artiste de Graz Markus Wilfling. Le thème était la création et le développement de l'univers, pour une discussion sur l'âme humaine, Dieu et la question de ce qui était avant le Big Bang - dans le respect mutuel des différents points de vue. Les échanges ont été largement diffusés dans Krone bunt.
En avril 2015, Hermann Glettler a été pressenti comme évêque de Graz-Seckau nommable par le pape François, avec Wilhelm Krautwaschl (de) et Franz Xaver Brandmayr (de). En septembre 2016, il est nommé vicaire épiscopal du diocèse de Graz pour la charité et la nouvelle évangélisation.
De fin juin à fin octobre 2017, il expose dans l'aile administrative de la Landesnervenklinik Sigmund Freud ses œuvres personnelles et d'autres objets de son ancien appartement, sous le titre d'exposition "Glettler Privat". Son site web répertorie déjà à partir de 1990 six expositions personnelles en Styrie et une à Zagreb, ainsi qu'une sélection de participations à des expositions à partir de 2000 - l'une d'elles à Zadar, également en Croatie.
Le 27 septembre 2017, le pape François le nomme évêque d'Innsbruck. Il est ordonné évêque le 2 décembre 2017 dans la salle olympique d'Innsbruck par l'archevêque de Salzbourg, Franz Lackner, o.f.m. Les co-consécrateurs étaient l'évêque de Graz Wilhelm Krautwaschl (de) et évêque de Linz, Manfred Scheuer. Près de 8 000 personnes ont assisté à la consécration épiscopale.
Par ses prises de positions (ordination des femmes, bénédiction de "couples" homosexuels...), il s'éloigne progressivement de sa communauté d'origine, l'Emmanuel, et rejoint le courant ultra-progressiste.

## Prix
- 2011 : Prix Fritz Greinecker pour le courage civique (de)[9]
- 2016 : Prix culturel Hanns Koren de la province de Styrie (de) pour le projet "Andrä Kunst".Selon le jury, il a compris qu'il fallait "confronter de manière exemplaire les gens de sa paroisse multiculturelle et bien au-delà avec l'art visuel contemporain"[10].